# Nhà ga Ayutthaya
Ga Ayutthaya (tiếng Thái: สถานีอยุธยา), là một trong những nhà ga chính trên Tuyến Bắc Nam và Tuyến Đông Bắc ở Phra Nakhon Si Ayutthaya, cách Ga Bangkok 71 km (44,1 mi). Mỗi ngày có 77 chuyến tàu, phục vụ 10.000–12.000 hành khách. Tất cả tàu chở khách đều dừng tại nhà ga này.

## Lịch sử

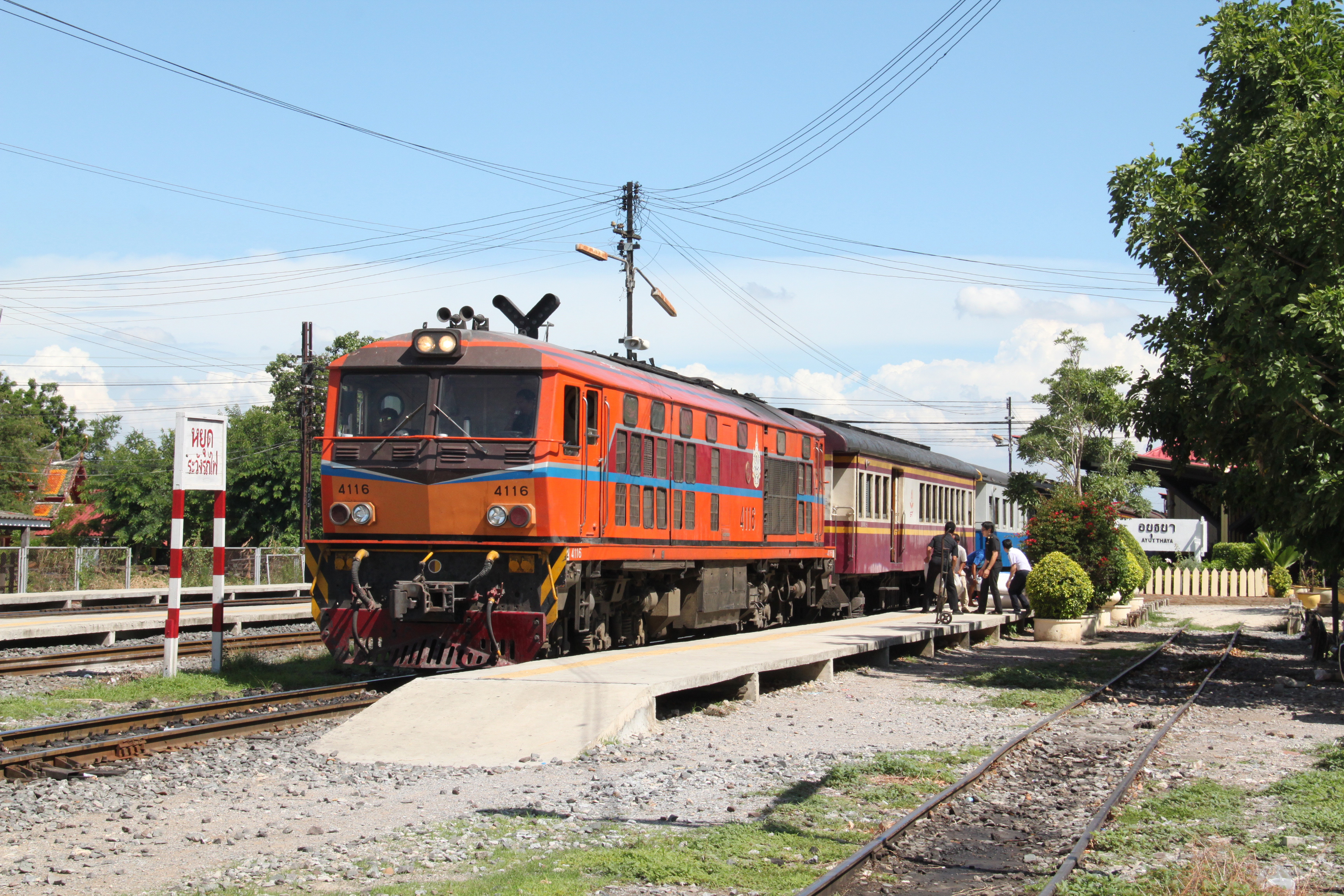
Một đoàn tàu tại nhà ga Ayutthaya

Nhà ga Ayutthaya được trong suốt triều đại của Vua Chulalongkorn. Nó được đặt tên là "Krung Kao", liên quan đến Công viên lịch sử Ayutthaya gần đó. Vào năm 1921, nó được xây dựng lại bằng tòa nhà bê tông gia cố kim loại và đổi tên thành "Ayutthaya" theo sắc lệnh quốc gia của Vua Vajiravudh năm 1917. Tên và côn trình được sử dụng đến tận ngày nay.
Ngoài ra, vị trí lịch sử của nhà ga cũng là địa điểm của Ayodhya. Thành phố đầu tiên trước khi chính thức thành lập Ayutthaya vào năm 1351 bởi Vua Ramathibodi I (U-thong).